# Zero (fleuve)
Pour les articles homonymes, voir Zéro (homonymie).
Le Zero est une rivière de Vénétie, en Italie du nord.

## Géographie
Le Zero est une rivière de résurgence qui naît près de Campigo, non loin de Castelfranco Veneto. S’écoule sur 105 km à travers la basse province de Trévise, avec un bref passage dans la province de Padoue, entre dans la province de Venise et conflue dans le Dese pratiquement à l’embouchure dans la Lagune de Venise. Les principaux centres traversés sont : Zero Branco et Mogliano Veneto. Parmi les canaux et fossés qui s’y jettent, le Rio Vernise (affluent de droite) est le principal.

## Histoire
Le nom dériverait du latin Iarus, variante du nom propre d’un colonel romain, (nommé Darius) qui possédait les terres riveraines. Pendant un temps affluent du Sile, depuis 1532, à la suite du déplacement artificiel de son lit, sur son dernier tracé, est devenu un fleuve presque totalement autonome.
Son bassin hydrographique est de la compétence du consortium de bonification Dese-Sile, avec une petite partie de son cours compris dans le consortium de bonification Destra Piave.